# Tressan
Tressan település Franciaországban, Hérault megyében. Lakosainak száma 688 fő (2022. január 1.). Tressan Aspiran, Bélarga, Canet, Paulhan, Le Pouget és Puilacher községekkel határos.

## Népesség
A település népessége az elmúlt években az alábbi módon változott:
| Lakosok száma | 386  | 303  | 299  | 469  | 594  | 637  | 659  | 676  | 685  | 688  |
|               | 1968 | 1982 | 1990 | 2006 | 2013 | 2015 | 2017 | 2019 | 2020 | 2022 |